# 西藏中麻黄
西藏中麻黄（学名：Ephedra intermedia var. tibetica）为麻黄科麻黄属下的一个变种。